# Bernard-François Lidon
Pour les articles homonymes, voir Lidon (homonymie).
Bernard-François Lidon, né le 22 mars 1752 à Brive-la-Gaillarde, paroisse Saint-Martin et mort le 3 novembre 1793 à Cublac est un négociant et homme politique français.

## Biographie
Issu de la bourgeoisie marchande, Lidon est président du département de la Corrèze lorsqu'il est élu cinquième député sur sept à la Convention nationale. Il siège parmi les Girondins. 
Au procès de Louis XVI, il vote la mort avec appel au peuple. Il vote en faveur de la mise en accusation de Marat et est absent au scrutin sur le rétablissement de la Commission des Douze. 
Il est dénoncé par Marat dans son journal Le Publiciste de la République française et mis en état d'arrestation à la suite de la journée du 2 juin 1793. Il s'enfuit de son domicile parisien et est déclaré traître à la patrie le 28 juillet. Il se réfugie à Cublac où il se donne la mort.